# الکل لعنتی
«الکل لعنتی،» تک‌آهنگی از پیت‌بول، افروجک است که در سال ۲۰۱۰ میلادی منتشر شد.